# Girolamo Bertucci
Pour les articles homonymes, voir Famille Bertucci et Bertucci.
Girolamo Bertucci né à Faenza et mort en 1528 est un peintre italien.

## Biographie
Girolamo Bertucci serait le frère de Giovanni Battista Bertucci il Vecchio, chef de file d'une famille d'artistes italiens parmi lesquels le dernier membre est son neveu et homonyme Giovan Battista Bertucci il Giovane (1539–1614).

## Œuvres
Les œuvres de Girolamo Bertucci ne sont pas identifiées.